# منترزيات كروية
المنترزيات الكروية (الاسم العلمي: Nitrososphaerales) هي رتبة من العتائق تتبع شعبة العتائق العجيبة.

## فصائل
- منترزية كروية